# Comisión Néstor Paz Zamora
El Comisión Néstor Paz Zamora  fue una guerrilla boliviana de tendencia Marxista-Leninista que se hizo conocida públicamente en octubre de 1990. Esté grupo fue nombrado después del fallecimiento de Néstor Paz Zamora, el hermano de Jaime Paz Zamora, quién fue entonces el presidente de Bolivia. El guerrillero Néstor Paz Zamora había participado en la Guerrilla de Ñancahuazú en los años 70´s.

## Historia
El 11 de junio de 1990, los miembros del grupo secuestraron al empresario Jorge Lonsdale, el director del Vascal empresa de embotellamiento (un Coca-Cola distribuidor), accionista en La Razón diario, y miembro de el club social de  La Paz. Los miembros de la familia Lonsdale y las autoridades eran inicialmente inconscientes que su secuestro era el acto de una maniobra política o un caso de secuestro realizado por la delincuencia común.
Los miembros del grupo publicitaron su existencia con grafiti con sus iniciales y la frase  Bolivia digna y soberana . El grupo primero llamó la atención internacional después de un ataque contra la guardia marina en la embajada de los Estados Unidos en octubre de 1990. El 11 de octubre de 1990 durante un ataque con explosivos de octubre, un guardia de la policía fue asesinado a tiros y uno más resultó heridos.  El 11 de octubre de 1990 el grupo planto explosivos a un busto de John F. Kennedy en el centro de La Paz. También el grupo es sospechoso de poner explosivos en el centro comercial Gran Área, el 17 de octubre, pero ningún grupo clama este incidente.
El 4 de diciembre, la policía del "Centro Especial de Investigaciones Policiales" (CEIP) capturó a Evaristo Salazar, uno de los dos miembros del Movimiento Revolucionario Túpac Amaru peruano que operaba dentro de la CNPZ, durante una operación encubierta en la que Lonsdale la familia prometió entregar el rescate. La policía boliviana torturó fatalmente a Salazar, descubrió el lugar donde el grupo mantenía a Lonsdale y finalmente le disparó más tarde esa noche. Durante una operación policial para recuperar a Lonsdale, el empresario secuestrado y tres guerrilleros de CNPZ fueron asesinados por disparos, mientras que otros dos miembros de CNPZ fueron capturados vivos.  Un informe forense indica que al menos uno de los guerrilleros , El ciudadano italiano Michael Northfuster, recibió un disparo a corta distancia en una ejecución aparente, en reacción a esta ejecución guerrilleros del CNPZ amenazaron a miembros de la prensa y fuerzas de seguridad con más atentados, además de deslindarse de la muerte de Lonsdale, que habría perdido la vida debido a los disparos efectuados por la Policía boliviana, y que el militante Evaristo Salazar (de nacionalidad peruana y perteneciente al MRTA) había sido torturado y asesinado por la policía.
En torno a Northfuster, alias comandante Gonzalo y ex seminarista jesuita, investigaciones policiales establecieron que llegó a Bolivia en 1986 procedente de Años de plomo.
En la actualidad varios organizaciones de izquierda recogen el ideario del grupo, además de pedir una investigación clara e independiente, donde se muestre que los militantes que murieron en el operativo de diciembre de 1990, fueron asesinados extrajudicialmente. Según una declaración otorgada en 2006 por el exguerrillero peruano Dante Llimaylla Huamán, y disponible en Internet desde hace solo tres años, el empresario Jorge Lonsdale, habría perdido la vida debido a los disparos efectuados por la Policía Boliviana, hallando varias fallas y contradicciones entre los pacientes, siendo el 5 de diciembre una fecha para conmemorar a los guerrilleros caídos..